# Guraleus ornatus
Guraleus ornatus é uma espécie de gastrópode do gênero Guraleus, pertencente a família Mangeliidae.